# Daniel McLay
Daniel “Dan” McLay (født 3. januar 1992 i Wellington) er en cykelrytter fra England, der er på kontrakt hos Team Visma | Lease a Bike.